# Thyas miniacea
Thyas miniacea är en fjärilsart som beskrevs av Felder 1874. Thyas miniacea ingår i släktet Thyas och familjen nattflyn. Inga underarter finns listade i Catalogue of Life.

## Bildgalleri

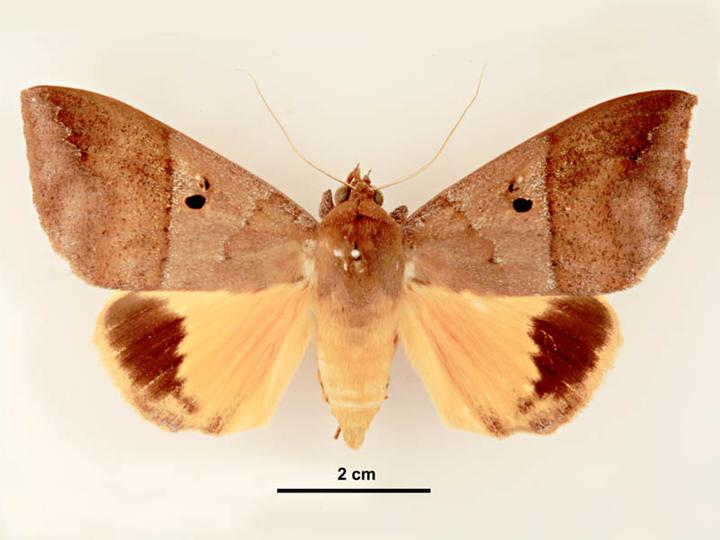
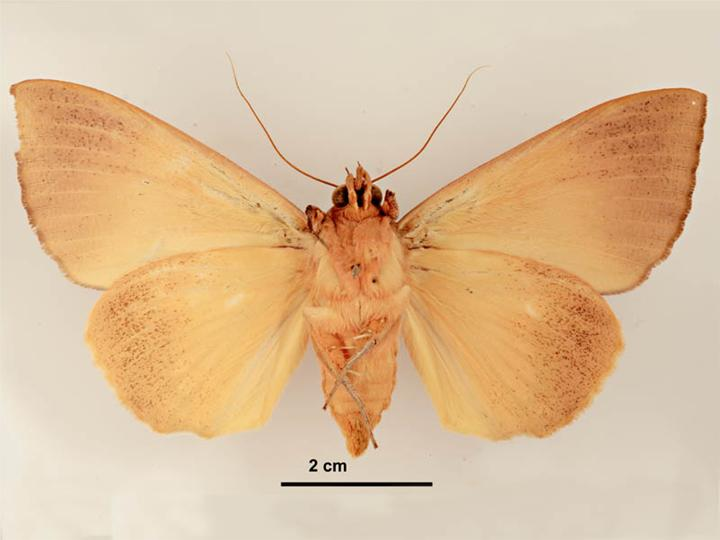
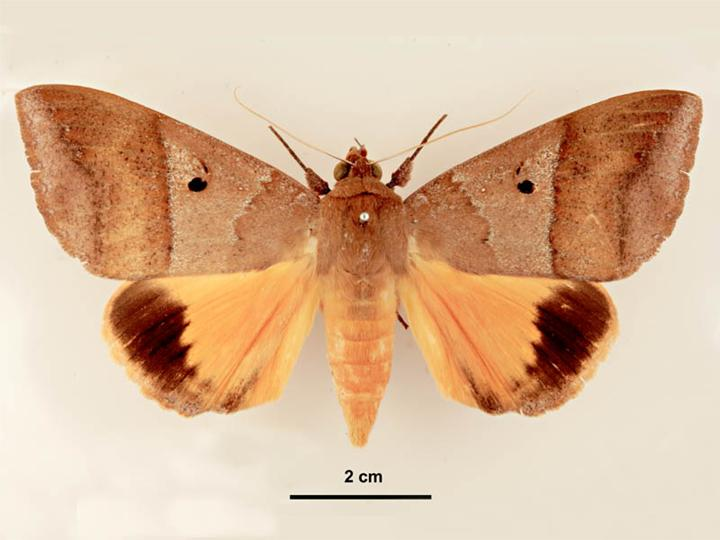
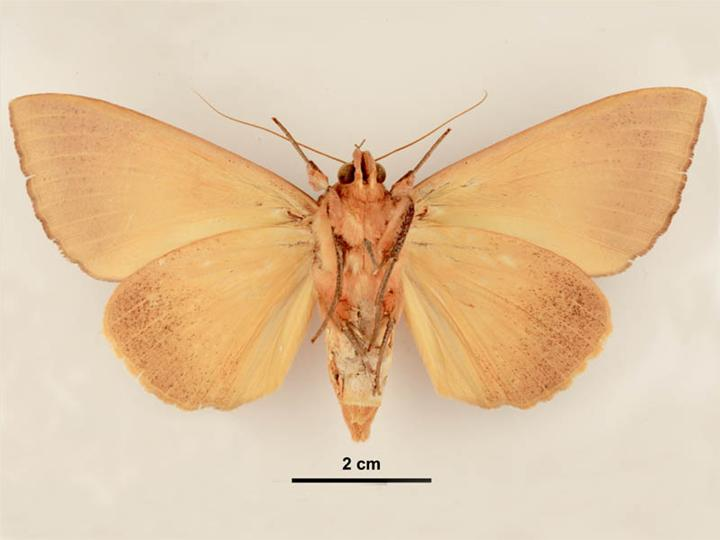